# Jean Tournier
Jean Tournier est un directeur de la photographie français né le 3 avril 1926 à Toulon et mort le 5 décembre 2004  à Neuilly-sur-Seine.

## Filmographie
- 1960 : Quai du Point-du-Jour de Jean Faurez
- 1960 : On n'enterre pas le dimanche de Michel Drach
- 1961 : Amélie ou le temps d'aimer de Michel Drach
- 1962 : Les Mystères de Paris de André Hunebelle
- 1964 : Le Train de John Frankenheimer
- 1965 : Les Deux Orphelines de Riccardo Freda
- 1965 : Faites vos jeux, mesdames de Marcel Ophüls
- 1965 : Compartiment tueurs de Costa-Gavras
- 1966 : La Bourse et la Vie de Jean-Pierre Mocky
- 1966 : Roger La Honte  (Trappola per l'assassino) de Riccardo Freda
- 1966 : Le Voyage du père de Denys de la Patellière
- 1967 : L'Homme à la Buick de Gilles Grangier
- 1967 : Un homme de trop de Costa-Gavras
- 1968 : Le Petit Baigneur de Robert Dhéry
- 1970 : L'Ardoise de Claude Bernard-Aubert
- 1971 : La Cavale de Michel Mitrani
- 1973 : Chacal de Fred Zinnemann
- 1974 : Les Guichets du Louvre de Michel Mitrani
- 1979 : Moonraker de Lewis Gilbert
- 1980 : Trois hommes à abattre de Jacques Deray
- 1981 : Pour la peau d'un flic de Alain Delon
- 1983 : Le Battant de Alain Delon
- 1984 : Femmes de personne de Christopher Frank
- 1985 : Target de Arthur Penn
- 1989 : Les Mannequins d'osier de Francis de Gueltzl
- 1990 : Les Mille et Une Nuits de Philippe de Broca
- 1991 : La Neige et le Feu de Claude Pinoteau
- 1994 : Cache cash de Claude Pinoteau